# Justel
Justel egy község Spanyolországban,  Zamora tartományban. Justel Cubo de Benavente, Muelas de los Caballeros, Peque és Castrocontrigo községekkel határos. Lakosainak száma 78 fő (2024).

## Népesség
A település népessége az utóbbi években az alábbiak szerint változott:
| Lakosok száma | 168  | 151  | 129  | 120  | 100  | 84   | 89   | 75   | 69   | 78   |
|               | 2001 | 2004 | 2007 | 2009 | 2012 | 2014 | 2017 | 2019 | 2022 | 2024 |